# Rio Paracatu
O rio Paracatu é um curso de água do estado de Minas Gerais, no Brasil. É o mais caudaloso afluente do rio São Francisco. Tem, por cabeceiras, duas veredas na serra de São Braz, prolongamentos da serra da Marcela, denominadas Cana Brava e riacho do Cavalo, as quais se reúnem na fazenda de São Braz.
Pela margem direita, ele recebe os rios Banabuji, Taboca, Tamanduá, Prata, Verde, Troncos, Catinga, Campo Grande, Soninho, Sono Grande e Gameleira; e pela esquerda, os rios Biboca, Santa Catarina, Escuro Grande, Santa Isabel, córrego Rico, Boa Sorte, Bezerra, São Pedro, Preto (que é o maior de seus afluentes), Santa Tereza, Santa Fé, Santo Antônio, Cana Brava e outros de pequeno curso.

## Etimologia
"Paracatu" vem do tupi antigo parakatu, que significa "rio bom, limpo", através da junção de pará, "rio", e katu, "bom, limpo".

## Localização
A bacia hidrográfica do rio Paracatu localiza-se entre os paralelos 15º30' e 19º30' de latitude sul e os meridianos 45º10' e 47º30' de longitude oeste. Encontra-se quase totalmente dentro do estado de Minas Gerais (Região Noroeste), com pequenas áreas de topo adentrando no estado de Goiás e no Distrito Federal. A bacia limita-se, ao sul, com a bacia do rio Paranaíba; a oeste, com a bacia do rio São Marcos, afluente do rio Paranaíba; a leste, com as bacias dos rios Formoso e Jatobá, afluentes do rio São Francisco; e, a norte, com a bacia do rio Urucuia, também afluente do São Francisco.
O rio Paracatu possui uns 300 quilômetros navegáveis aproximadamente, desde a sua foz até o extinto Porto Buriti. No seu curso, encontram-se pequenas corredeiras e cachoeiras que não impedem o trânsito de barcos e canoas até onde era o Porto Buriti. A partir desse ponto, encontram-se as seguintes corredeiras: de Pais Mateus, do Pateiro, da Bezerra, da Taitaba, de Pedra Mole, da ilha dos Angicos de São José (50 metros de comprimento), do Tronco, da Cifra (100 metros de extensão), do Buritizinho, das Três Irmãs e do Campo Grande. Encontram-se ali, também, diversas cachoeiras, como a de Inhaúma, do Gama, do Sabãozinho (formada de pedras lisas que não firmam as varas dos remeiros), dos Paus, da "Pedra Amolar" (antes com 3 000 HP), a "Cachoeira Grande" (com potencial antes avaliado em 400 HP), a cachoeira Rasa (antes com 200 HP) e a Cachoeira do Garrote (antes com 150 HP), sendo, essas, as mais importantes quedas do rio Paracatu.
Merecem ser citadas, também, as cachoeiras do Cosme, da Escaramuça e do Cavalo, bem como as corredeiras do Frio, do Curralinho, e do Bufetão, que fica a 5 léguas da foz do rio Paracatu no rio São Francisco.

## Cultura
Às margens do rio Paracatu, num local intitulado Clube dos Onze, o cineasta brasileiro Nelson Pereira dos Santos transpôs, em 1994, o conto "A Terceira Margem do Rio", de Guimarães Rosa, para as telas. Vários atores paracatuenses participaram dessa obra meio surreal do clássico diretor.

## Características ambientais
A bacia do rio Paracatu encontra-se sobre o bioma Cerrado. Os tipos de vegetação existente são: veredas, cerradão, campo cerrado, parque de cerrado. Também estão presentes, na sub-bacia, ecossistemas de mata fluvial ciliar e mata seca, bem como sistemas hidromórficos como lagoas marginais e campos hidromórficos.
A bacia hidrográfica do rio Paracatu apresenta clima megatérmico chuvoso do tipo Aw. Trata-se de um clima tropical chuvoso típico, com temperaturas elevadas, e precipitação de oscilação unimodal concentrada no período de outubro a abril, quando chove, em média, 93% do total anual.
No contexto geotectônico, a região de Paracatu se insere na faixa de dobramentos Brasília e abrange uma pequena porção de uma unidade geotectônica maior, pré-brasiliana, denominada Cráton São Francisco. A bacia do rio Paracatu pode ser compartimentada entre três unidades geomorfológicas: planaltos do São Francisco, depressão São Franciscana e Cristas de Unaí. As grandes classes de solo presentes na bacia do Paracatu são os Latossolos, Cambissolos, Neossolos Quartzarênicos, Solos Hidromórficos, Neossolos Flúvicos e solos com horizonte B textural. 

## História
Até 1975, predominava, na maior parte do Paracatu, uma região ainda conhecida como Sertões, ou seja, vastas áreas utilizadas para pecuária extensiva de baixa tecnologia, em pastagens naturais.
Os processos de conversão de uso do solo na região foram iniciados pelo reflorestamento de Pinus e Eucalyptus, respaldado pela Lei Federal nº 5 106, de 1966, que concedia incentivos fiscais a essas atividades. O relativamente irrisório preço das terras foi um dos motivos determinantes na ocupação dos cerrados. Com os programas e incentivos de ocupação do Noroeste de Minas Gerais, a partir da década de 1970, houve uma aceleração brusca da expansão agropecuária na região.
As condições planas do relevo permitiram o uso de mecanização agrícola, modificando-se rapidamente a paisagem através da retirada expressiva da cobertura vegetal natural. Apesar de a ocupação maciça ter se passado nas décadas de 1970 e de 1980, ainda hoje existe um movimento de expansão da área cultivada e intensificação do uso de recursos naturais, buscando atingir-se níveis de produção mais elevados.
Em um primeiro momento, predominou a agricultura de sequeiro, nos vales de maior aptidão agrícola, enquanto a associação pecuária/carvoejamento avançava por frente ao Cerrado, rumo às cabeceiras das bacias hidrográficas. A partir da década de 1980, a Companhia de Produção Agrícola (Campo) empregou a uma estratégia de arregimentar agricultores de outras regiões do país (especialmente a Região Sul do Brasil), fornecendo assistência técnica e trabalhando com cooperativismo rural, tornando possível o estabelecimento de projetos agrícolas de irrigação mais modernos.
Na década de 1990, as margens de lucro para o agronegócio tornaram-se cada vez mais estreitas, não sendo difícil observar o resultado desse cenário econômico sobre a viabilidade da agricultura de sequeiro tradicional. Como resultado, observa-se, na bacia do Paracatu, o abandono de extensas áreas de agricultura de sequeiro. Torna-se um cenário de ocupação do solo contrastante, em que a agricultura irrigada procura avançar sobre as áreas aptas, em busca de ganhos de escala, ganhando espaço sobre as outras formas tradicionais de ocupação do solo, que se tornaram praticamente inviáveis. Nas áreas onde não se consegue instalar a agricultura irrigada, observa-se o impasse quanto a qual deve ser o seu uso adequado – e, na falta de outra atividade, retorna-se, algumas vezes, ao uso para pecuária.
Em 1998, a porção Oeste da bacia do Paracatu, onde se encontram as sub-bacias de Entre-Ribeiros e do rio Preto, era mais desenvolvida e mais ocupada do que a porção Leste, por possuir clima e solos mais aptos à produção agropecuária. Justamente nessa região, estão concentradas as maiores cidades do Noroeste de Minas Gerais.